# Siège de Strasbourg (1870)
 (juillet 2013).
Pour les articles homonymes, voir Siège de Strasbourg.
Guerre franco-prussienne
Batailles
- Chronologie de la guerre franco-prussienne de 1870
- Sarrebruck (08-1870)
- Wissembourg (08-1870)
- Forbach-Spicheren (08-1870)
- Wœrth (08-1870)
- Bitche (08-1870)
- Phalsbourg (08-1870)
- Borny-Colombey (08-1870)
- Strasbourg (08-1870)
- Mars-la-Tour (08-1870)
- Toul (08-1870)
- Gravelotte (08-1870)
- Metz (08-1870)
- Nouart (08-1870)
- Beaumont (08-1870)
- Noisseville (08-1870)
- Sedan (08-1870)
- Montmédy (09-1870)
- Soissons (09-1870)
- Siège de Paris et chronologie du siège (09-1870)
- Nompatelize (10-1870)
- Bellevue (10-1870)
- Châtillon (10-1870
- Châteaudun (10-1870)
- Buzenval (10-1870)
- Bourget (10-1870)
- Dijon (10-1870)
- Belfort (11-1870)
- La Fère (11-1870)
- Langres (11-1870)
- Bouvet et Meteor (navale) (11-1870)
- Coulmiers (11-1870)
- Thionville (11-1870)
- Châtillon-sur-Seine (11-1870)
- Villers-Bretonneux (11-1870)
- Beaune-la-Rolande (11-1870)
- Champigny (11-1870)
- Orléans (12-1870)
- Loigny (12-1870)
- Châteauneuf (12-1870)
- Beaugency (12-1870)
- Longeau (12-1870)
- l’Hallue (12-1870)
- Siège de Péronne (1871)
- Bapaume (01-1871)
- Villersexel (01-1871)
- Le Mans (01-1871)
- Héricourt (01-1871)
- Saint-Quentin (01-1871)
- Buzenval (01-1871)

Le siège de Strasbourg eut lieu pendant la guerre franco-prussienne de 1870. Le siège qui débuta le 16 août 1870 après la bataille de Frœschwiller-Wœrth, se termina par la reddition de la forteresse de Strasbourg, le 28 septembre 1870.

## Situation avant le siège

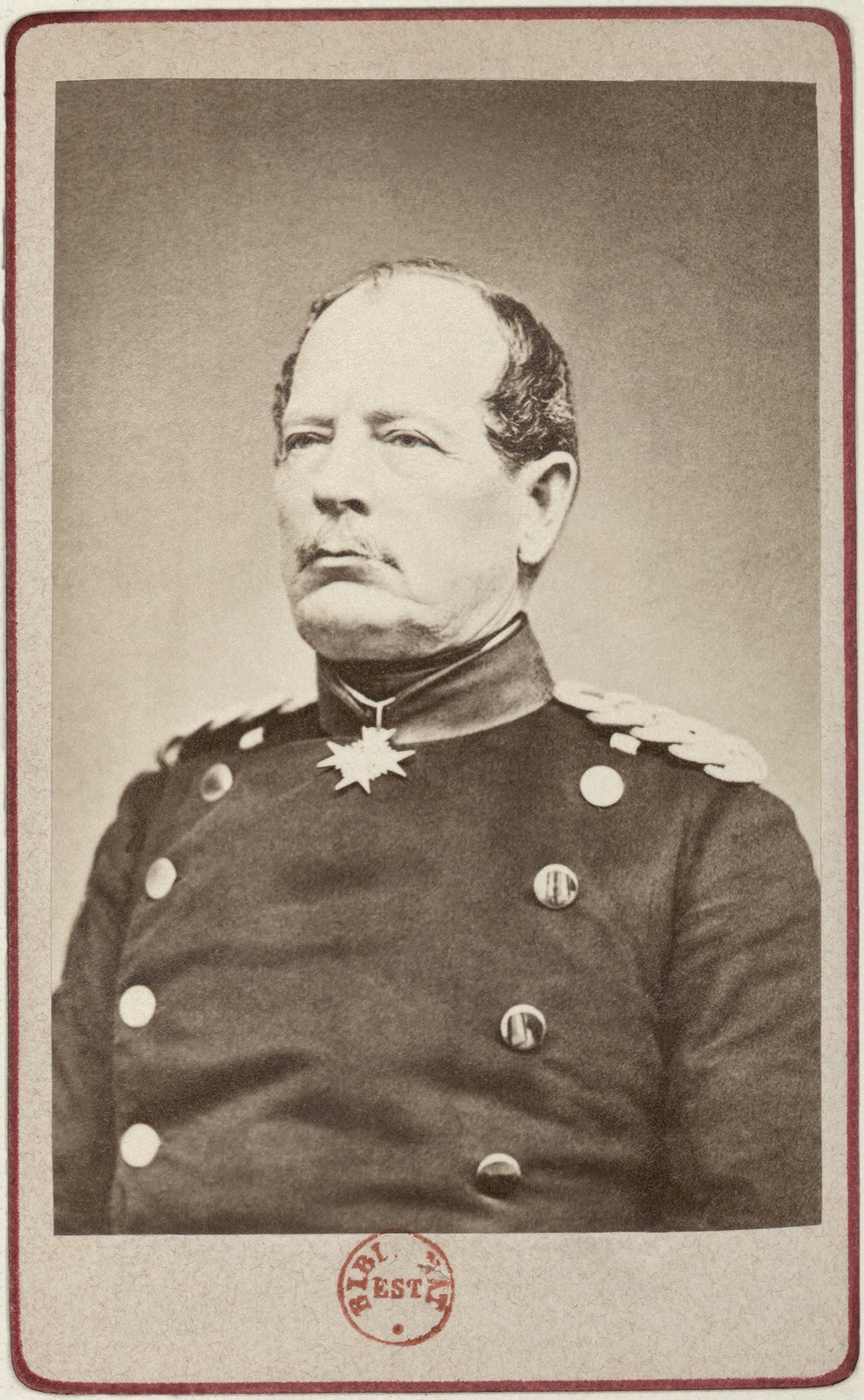
von Werder.

Après la bataille de Frœschwiller-Wœrth, le prince héritier Frédéric ordonna au général August von Werder de se diriger avec son armée vers la forteresse de Strasbourg.  À l'époque, la forteresse de Strasbourg (avec celle de Metz) était considérée comme une des places les mieux défendues de France. L'armée de Werder était forte de 40 000 hommes du Wurtemberg et de Bade qui sont situées de l'autre côté du Rhin par rapport à Strasbourg. La garnison française, dont le 87e de ligne de l'armée du Rhin, était forte de 17 000 hommes sous les ordres du général Uhrich, âgé de 68 ans.

## Ordre de bataille
Régiments ayant participé à la défense de Strasbourg
- 17e régiment d'infanterie de ligne
- 18e régiment d'infanterie de ligne
- 87e régiment d'infanterie de ligne
- 96e régiment d'infanterie de ligne
- 13e bataillon de chasseurs à pied
- 16e bataillon de chasseurs à pied
- Régiment de marche d'infanterie
- Régiment de marche de cavalerie
- 5e régiment d'artillerie
- 16e régiment d'artillerie
- 1er régiment du train d'artillerie
- 3e compagnie d'ouvriers
- 1er régiment du génie
- Bataillons d'infanterie de la garde nationale mobile du Bas-Rhin
- Batteries d'artillerie de la garde nationale mobile du Bas-Rhin
- Francs-tireurs du Bas-Rhin
- 1re compagnie des Francs-tireurs de Strasbourg
- Marine (quelques éléments)
- 2e légion de l'Est du corps des Douanes

## Les premiers bombardements
Le 12 août, les troupes allemandes coupent tous les moyens de communication, la ville est isolée, coupée du monde. Le 13 août Strasbourg est investie. 
Werder savait la valeur qu'aurait la capture de la ville, aussi il rejeta, dans un premier temps, l'option, plus humaine mais également plus longue, du siège qui aurait obligé les troupes affamées à se rendre. Au lieu de cela, il décida de passer à l'action dès le début en bombardant les fortifications et les civils qui se trouvaient à l'intérieur. Le 23 août, les canons de siège allemands ouvrirent le feu, causant des dégâts considérables à la ville et à ses monuments. Le 25 août l'archevêque de Strasbourg alla rencontrer Werder pour le prier de cesser les bombardements et d'épargner la population civile. Il alla même demander à Uhrich de payer 100 000 francs chaque jour où Werder ne bombardait pas la ville. Uhrich refusa la proposition, mais bientôt Werder réalisa qu'il ne pourrait continuer de tels bombardements avec la quantité de munitions qui lui restait.

## Le siège
Werder continua à bombarder la ville en se concentrant sur certaines parties des fortifications. Les lignes de siège allemandes se rapprochaient rapidement de la ville au fur et à mesure que les forteresses alentour étaient réduites à l'état de ruines.
Pour faire face à la situation, le conseil municipal de la ville avait été remplacé par une "commission municipale", placée sous l'autorité du maire Humann. Alors que les bombardements se poursuivaient, la ville s'ouvrit, le 11 septembre, à une délégation suisse, qui entendait aider à évacuer les non-combattants . Cette délégation apporta la nouvelle de la défaite française lors de la bataille de Sedan, ce qui signifiait qu'aucun renfort n'allait arriver à Strasbourg. Le 19 septembre, les civils restés dans la ville demandèrent à Uhrich de capituler, mais il refusa, pensant qu'une issue favorable était encore possible. Cependant, le même jour, Werder lança une attaque et captura une des fortifications de la ville. Cet évènement commença à faire douter Uhrich de sa capacité à défendre la ville. Le 27 septembre, Uhrich entama des négociations avec Werder et la ville se rendit le jour suivant.

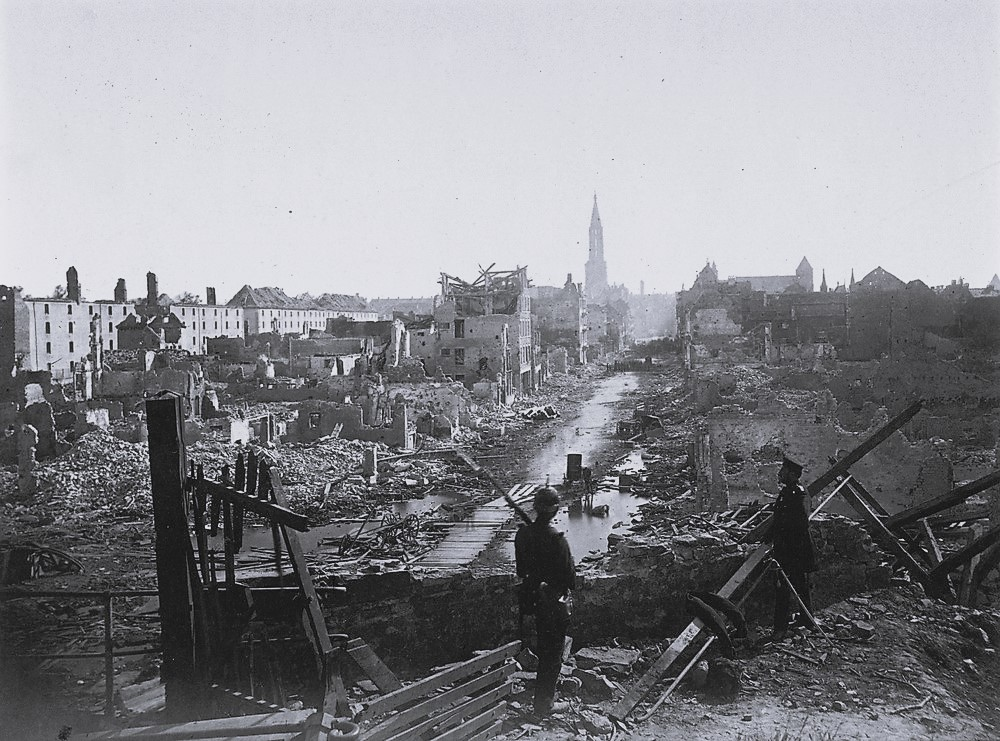
Strasbourg le 28 septembre 1870.
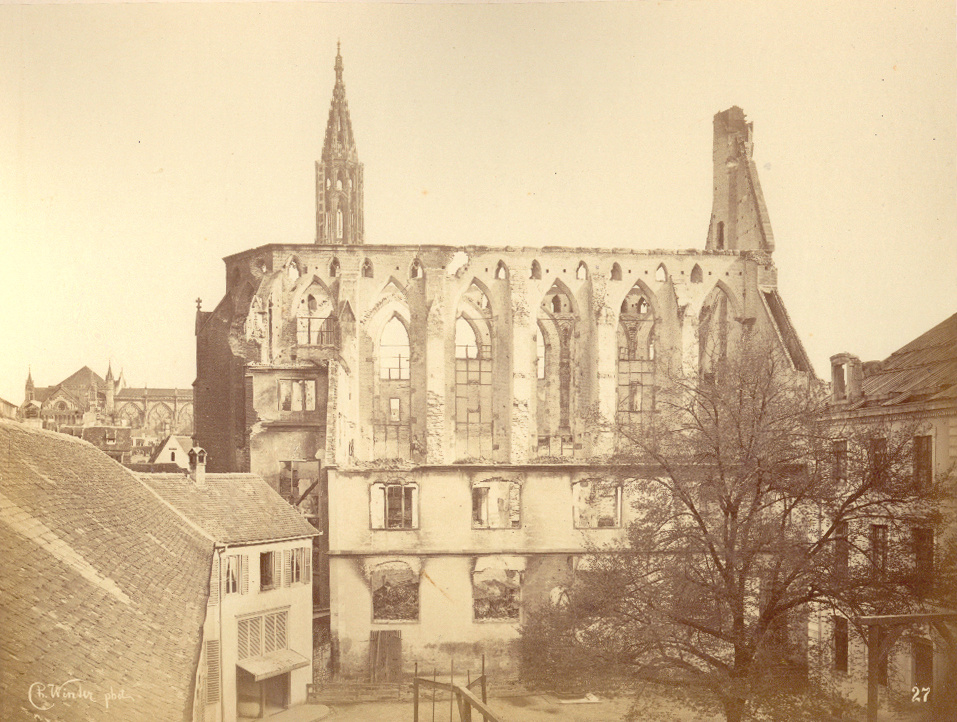
L’ancienne église des Dominicains après le bombardement de 1870, photographiée du nord par Charles Winter.

## Conséquences
La capitulation de Strasbourg permit aux forces de Werder de s'engager dans de nouvelles opérations, dans le nord-est de la France. Elles combattirent notamment à Belfort, place qui résista jusqu'à la fin de la guerre.